# Cameron
Cameron je priimek več oseb:
- Alexander Maurice Cameron (1898—1986), britanski general
- Candace Cameron (*1976), ameriška igralka
- Charles Cameron (~1730—1812), škotski arhitekt
- Colin Cameron (*1972), škotski nogometaš
- David Cameron (*1966), angleški konservativni politik, premier
- Dean Cameron (*1962), ameriški igralec
- Donald Cameron (*1937), kanadski pisatelj in scenarist
- James Cameron (*1954), kanadsko-ameriški režiser
- James Cameron (1900—1965), britanski general
- Julia Margaret Cameron (1815—1879), angleška fotografinja
- Kenneth D. Cameron (*1949), ameriški astronavt
- Kirk Cameron, Nancy Cameron, ameriška igralca
- Rod Cameron (1910—1983), kanadsko-ameriški igralec
- Roderic Duncan Cameron (1893—1975), britanski general
- Verney Lovett Cameron (1844—1894), angleški raziskovalec Afrike